# Жълтогърла пустинарка
Жълтогърлата пустинарка (Pterocles gutturalis) е вид птица от семейство Пустинаркови (Pteroclidae).

## Разпространение
Видът е разпространен в Ангола, Ботсвана, Еритрея, Етиопия, Замбия, Зимбабве, Кения, Намибия, Танзания и Южна Африка.